# Mein WWE Main Event
Mein WWE Main Event (OT: The Main Event) ist eine US-amerikanische Filmkomödie von Jay Karas aus dem Jahr 2020. Der Film ist eine Zusammenarbeit zwischen WWE Studios und Netflix und erschien am 10. April 2020 über den Streamingdienst.

## Handlung
Leo ist ein Riesen-Wrestling-Fan. Der Elfjährige lebt mit seinem Vater und seiner Großmutter mütterlicherseits zusammen. Die Mutter hatte seinen Vater wegen eines anderen Mannes verlassen. Auch in der Schule läuft es derzeit nicht gut für ihn. Zusammen mit seiner Clique wird er als „Nerd“ abgestempelt und von einer Clique tyrannisiert. Während einer Wrestlingshow sieht er eine Werbung für ein WWE-NXT-Turnier, bei dem der Gewinn von 50.000 US-Dollar und ein WWE-Entwicklungsvertrag als Gewinn winkt.
Als er wieder mal von den Bullies seiner Schule gejagt wird, versteckt er sich auf dem Speicher eines Hauses, dass zum Verkauf steht. Dort entdeckt er eine stinkende Wrestling-Maske. Als er diese aufsetzt, erhält er Superkräfte. Er weiht seine Großmutter darin ein und die beiden beschließen, dass Leo an dem Wrestling-Turnier teilnimmt. Die Konkurrenz ist hart, auf der einen Seite steht der bärenstarke, böse, aber auch etwas einfältige Samson mit Manager, auf der anderen Seite Leo, der sich selbst „Kid Chaos“ nennt, und Smooth Operator. Die Maske hat aber auch noch weitere Vorteile.
So hat er nun den Mut seine Angebetete Erica anzusprechen. Außerdem entledigt er sich so der Schulschläger. Zusammen mit Erica will er an einem Schulwettbewerb teilnehmen. Doch auch sie kommt bei einem Raubüberfall, den Leo als Kid Chaos verhindert, hinter das Geheimnis der Maske. Die gesamte Clique unterstützt ihn bei seinem kampf gegen Smooth Operator, den er trotz eines Tricks von Samsons Manager, der ihn für gefährlicher als seinen Konkurrenten hält, gewinnen kann. Doch hinter den Kulissen kommt er hinter das Geheimnis von Kid Chaos. Durch seine zahlreichen Promotion-Termine und ein Fantreffen erscheint Leo nicht rechtzeitig zum Talentwettbewerb der Schule, was zu Spannungen innerhalb der Clique führt, die sich aber letztlich am nächsten Schultag lösen.
Beim Finale des Turniers trifft Kid Chaos nun auf Samson in einem Steel-Cage-Match. Doch Samson hat vorher seine Maske entwendet. Seiner Superkräfte beraubt, hat Leo eigentlich keine Chance gegen Samson. Doch dieser hat die Maske zum Ring mitgebracht. Da er diese nicht aufziehen kann, wirft er sie nach oben, wo sie sich in der Käfig-Konstruktion verfängt. Leo versucht die Maske zu erreichen und klettert nach oben. Doch Samson steigt ihm nach. Leo fällt daraufhin auf, dass Samson Höhenangst hat und überredet ihn, nach unten zu schauen. Samson stürzt in die Tiefe, wo er bewusstlos liegen bleibt. Ohne Maske vollführt Leo einen Diving Elbow und gewinnt das Match.
Da die WWE aber keine Kinder unter Vertrag nehmen kann, erhält Leo die 50.000 US-Dollar und darf einen Ersatzmann für sich benennen. Er entscheidet sich für Smooth Operator. Am Ende tritt Leo in einem echten Ringkampf gegen einen der Schulschläger an.
Im Abspann wird eine Szene nach dem Turnier gezeigt, bei der Kofi Kingston mit der Großmutter von Leo flirtet.

## Hintergrund
Mein WWE Main Event markiert nach der Sitcom The Big Show Show die zweite Zusammenarbeit zwischen WWE Studios und Netflix. Der Film wurde überwiegend in Vancouver gedreht. Neben den beiden NXT-Stars Keith Lee und Babatunde Aiyegbusi sind mehrere NXT- und WWE-Superstars in Nebenrollen zu sehen: The Miz als Turnierleiter, Kofi Kingston, Corey Graves und Renee Young als Kommentatoren, Otis und Mia Yim als weitere Teilnehmer sowie Sheamus als Gastringrichter.
Der Film wurde am 10. April 2020 weltweit über Netflix veröffentlicht.

## Rezeption
Der Film erinnerte viele Rezensenten an Like Mike (2002), bei dem die Schuhe des Basketballspielers durch eine Wrestlingmaske ersetzt wurde. Auf viele Rezensenten wirkte der Film wenig positiv, da sowohl die schauspielerische Leistung als auch die Geschichte selbst, wenig aufregend erzählt sei. So schrieb Jaschar Marktanner für Film-rezensionen.de: „Selbst ohne das unnötige Füllmaterial ist größte Schwäche von Mein WWE Main Event das Skript. (…) Den Film anzuschauen und zu besprechen ist im Grunde nichts anderes als Zeitverschwendung. Die Drehbuchautoren haben sich eindeutig keine Mühe gegeben, also wieso sollte es sonst irgendjemand tun.“ Auf outnow.ch schrieb Dani Maurer: „The Main Event ist einer dieser Familienkomödien geworden, die leider ohne Ecken und Kanten agieren, einer schnurgeraden Story folgen und hauptsächlich damit punkten können, dass man bekannte Sportler in kleinen Rollen zu sehen bekommt. Der Hauptcharakter ist zwar gelungen, stinkt aber gegen Oma ab. Die Action im Ring ist comicartig und somit keine gute Werbung für das Wrestling an sich, zeigt aber auch auf, dass man bei solchen Events mit Kollegen oder der Familie grossen Spass haben kann. Nicht schlecht, aber man sollte halt ein - Achtung, Wortwitz! - Flair dafür haben.“